# Youssef Chippo
Youssef Chippo (arab. يوسف شيبو; ur. 10 maja 1973 w Rabacie) – marokański piłkarz grający na pozycji pomocnika.
Grał w KAC Kénitra, Al-Hilal, Al-Arabi, FC Porto, Coventry City, Al Sadd i Al-Wakra.
Z reprezentacją Maroka wystąpił na Mistrzostwach Świata w Piłce Nożnej w 1998 roku i Pucharze Narodów Afryki w 2004 roku.